# Případy detektiva Packala
Případy detektiva Packala jsou televizní soutěž, kterou vysílala Česká televize v roce 2008.

## Princip
Detektiv Packal se snaží zachránit věc ukradenou inženýrem Šíleným. V každém díle soutěží proti sobě 2 týmy z různých škol. Vyhraje ten, který najde trezor a první uhodne heslo.

## Díly
| Díl | Červení                              | Žlutí                            | Vítěz   | Premiéra           | Místo pátrání                                           |
| --- | ------------------------------------ | -------------------------------- | ------- | ------------------ | ------------------------------------------------------- |
| 1   | NECHŤ TRPÍ                           | MYLUJI TĚ                        | Žlutí   | 5. ledna 2008      | Hornický skanzen Mayrau                                 |
| 2   | Gymnázium Kralupy nad Vltavou        | Základní škola Všetaty           | Červení | 12. ledna 2008     | Národní muzeum                                          |
| 3   | Základní škola Dušejov               | Základní škola Vrané nad Vltavou | Červení | 19. ledna 2008     | Zámek Veltrusy                                          |
| 4   | Základní škola Říčany                | Základní škola Generála Klapálka | Žlutí   | 26. ledna 2008     | Národní hřebčín Kladruby nad Labem                      |
| 5   | Základní škola Haunspalka            | Základní škola Kraslice          | Žlutí   | 2. února 2008      | Národní divadlo                                         |
| 6   | Agenti                               | JUNÁK                            | Žlutí   | 9. února 2008      | Stará čistírna odpadních vod (Praha-Bubeneč)            |
| 7   | Gymnázium Dr. Randy                  | Základní škola Lochovice         | Červení | 16. února 2008     | Budova České televize                                   |
| 8   | Gymnázium Nymburk                    | Gymnázium Kutná Hora             | Červení | 23. února 2008     | Skanzen Přerov                                          |
| 9   | Základní škola Rokytnice             | Základní škola Rokytnice         | Žlutí   | 1. března 2008     | České muzeum hudby                                      |
| 10  | Základní škola Koryčany              | Praha – Smajlíci                 | Červení | 8. března 2008     | Vozovna Střešovice                                      |
| 11  | Gymnázium pod svatou horou – Příbram | Základní škola Jaroměřice        | Červení | 15. března 2008    | Auto museum Praga                                       |
| 12  | KAMAŠEVY                             | PŘÍŠERKY                         | Žlutí   | 22. března 2008    | Technické muzeum Praha                                  |
| 13  | Gymnázium pod svatou horou – Příbram | Základní škola Třebíč            | Žlutí   | 29. března 2008    | Klementinum                                             |
| 14  | STRAŠÁCI                             | KATI                             | Žlutí   | 5. dubna 2008      | Zámek Benátky nad Jizerou                               |
| 15  | KINGOVÉ                              | ŽABAŘI                           | Červení | 12. dubna 2008     | Hrad Točník                                             |
| 16  | THE WARRIORS                         | KAŇATA                           | Žlutí   | 19. dubna 2008     | Petřínská rozhledna                                     |
| 17  | GANG TEPLAK                          | ŽIHADLA                          | Červení | 26. dubna 2008     | Letecké muzeum Praha                                    |
| 18  | NEWWIM                               | ŠPUNTÍCI KÁCOV                   | Červení | 3. května 2008     | Kersko                                                  |
| 19  | BENĎÁCI                              | SMILES                           | Žlutí   | 10. května 2008    | Pecínov                                                 |
| 20  | MARKEŤÁCI BÉČKA                      | PRŮŠVIHÁŘI                       | Červení | 17. května 2008    | ZOO Chomutov                                            |
| 21  | LADY S                               | ŠNECI                            | Červení | 24. května 2008    | Císařská louka                                          |
| 22  | SMÍŠCI                               | SMAJLÍCI                         | Červení | 31. května 2008    | Český Krumlov                                           |
| 23  | SHERLOCI                             | PIKÁCI                           | Červení | 7. června 2008     | Vyšebrodský klášter                                     |
| 24  | PRÁČATA                              | GEORGOVÉ                         | Žlutí   | 14. června 2008    | Hrad Rožmberk                                           |
| 25  | TELETUBIES                           | SPEEDI                           | Červení | 21. června 2008    | Zámek Valtice                                           |
| 26  | Gymnázium Dr. Randy – RANDOVÁCI      | OŘEŠÁCI                          | Žlutí   | 28. června 2008    | Dolní Věstonice                                         |
| 27  | VOKOUNI                              | ABSOLVENTI                       | Žlutí   | 6. září 2008       | Mikulov (zámek)                                         |
| 28  | ZEMANČATA                            | BUKVICE                          | Červení | 13. září 2008      | Velké Pavlovice                                         |
| 29  | SOUKROMÁ OČKA                        | NO....ŠPRTI                      | Nikdo   | 20. září 2008      | Koupaliště Divoká Šárka                                 |
| 30  | GYMPLÁCI                             | SMRŽTRDLÍCI                      | Žlutí   | 27. září 2008      | Zákolany                                                |
| 31  | PRŮŠVIHÁŘI                           | PIKÁCI                           | Žlutí   | 4. října 2008      | Skanzen Solvayovy Lomy                                  |
| 32  | DRACI                                | ŽIŽKOVÁCI                        | Žlutí   | 11. října 2008     | Novoměstská radnice                                     |
| 33  | THE WARRIORS                         | LIPNIČÁCI                        | Červení | 18. října 2008     | Památník Karla Čapka                                    |
| 34  | OK                                   | ANTITALENTI                      | Červení | 25. října 2008     | Westernové městečko Šiklův mlýn – Zvole pod Pernštejnem |
| 35  | BENEŠOVÁCI                           | BENÁTECKÝ KONĚ                   | Žlutí   | 1. listopadu 2008  | Zámek Loučeň                                            |
| 36  | TUPOUNI Z KVÍČEROVA                  | PROSTĚ BOŽÍ                      | Žlutí   | 8. listopadu 2008  | Muzeum Merkur v Polici nad Metují                       |
| 37  | PIDI LIDI                            | RESPEKTI                         | Žlutí   | 15. listopadu 2008 | Pevnost Dobrošov                                        |
| 38  | KUKLY                                | (J)ELITA                         | Žlutí   | 22. listopadu 2008 | Zámek Ratibořice                                        |
| 39  | OSEČÁCI                              | ELEMENTI                         | Červení | 29. listopadu 2008 | Klášter Plasy                                           |
| 40  | PŘÍŠERKY S.R.O                       | KRÁSŇÁCI 89                      | Žlutí   | 6. prosince 2008   | Vodní hamr Dobřív                                       |
| 41  | HRÁDEČÁCI                            | LUBENEČÁCI                       | Žlutí   | 13. prosince 2008  | Rabštejn nad Střelou                                    |
| 42  | MARIŇÁCI                             | SPORŤÁCI                         | Žlutí   | 20. prosince 2008  | Hrad Krakovec                                           |